# Fragebogen zur Lebenszufriedenheit
Der Fragebogen zur Lebenszufriedenheit (FLZ) ist ein psychologischer Test, der die Ausprägung der Lebenszufriedenheit in verschiedenen Lebensbereichen erfasst und mit der Durchschnittsbevölkerung vergleichen lässt. Der FLZ kann für die psychologische Diagnostik und bei anderen Aufgaben eingesetzt werden, um die globale und die bereichsspezifische Lebenszufriedenheit in zehn Bereichen zu beschreiben. Mit Lebenszufriedenheit ist hier die individuelle Bewertung der vergangenen und gegenwärtigen Lebensbedingungen und der Zukunftsperspektive gemeint. 

## Definition
Der Begriff der Lebenszufriedenheit hat eine allgemeine Grundlage in philosophischen Wesensbestimmungen des Menschen Philosophische Anthropologie. In empirischen psychologischen und sozialwissenschaftlichen Studien kommt es darauf an, Lebenszufriedenheit (engl. life satisfaction), subjektives Wohlbefinden (well-being) und Lebensqualität (quality of life) in ihren individuellen Unterschieden zu erkennen. Lebenszufriedenheit ist nicht genau zu definieren, denn es gibt verschiedene methodische Schwierigkeiten: die Bedeutungsunterschiede (z. B. Wohlbefinden, allgemeine Lebensqualität, Glück), das Bezugssystem (eigener Maßstab oder Vergleich mit anderen Menschen), Umfang (globale Lebenszufriedenheit oder einzelne Lebensbereiche), zeitliche Perspektive (rückblickend oder gegenwartsbezogen). Wahrscheinlich beeinflussen die subjektiven Einschätzungen in emotionaler und bilanzierender Hinsicht u. a. Gesundheit, psychische Stabilität und soziale Beziehungen. Auch unter schwierigsten äußeren Lebensbedingungen oder bei schweren chronischen Krankheiten können einige Menschen einen Grad von (relativer) Zufriedenheit äußern, der fast unverständlich erscheinen mag. Die individuelle Dynamik von Bilanzierung, realistischer Anpassung, Resignation und antizipierter Veränderungsmöglichkeit wie sie für die Arbeitszufriedenheit genauer beschrieben wurde, entzieht sich allerdings weitgehend einer Fragebogenuntersuchung.

## Entwicklung und Anwendung
Der FLZ entstand in einem Forschungsprojekt über die psychologische und medizinische Rehabilitation von Herz-Kreislauf-Patienten. Der Fragebogen wurde dann von 8 auf 10 Skalen erweitert und in einer bevölkerungsrepräsentativen Erhebung mit 2870 Personen auf Testgütekriterien überprüft und normiert. Diese Vergleichswerte sind nach Geschlechtszugehörigkeit und vier Altersgruppen gegliedert. Die Testantworten werden entweder durch Schablonen oder computer-unterstützt (nach Dateneingabe am PC) ausgewertet. 
Der FLZ hat 70 Fragen (Items) aus 10 Lebensbereichen und einen Gesamtwert.
1. Gesundheit
2. Arbeit und Beruf
3. Finanzielle Lage
4. Freizeit
5. Ehe und Partnerschaft
6. Beziehung zu den eigenen Kindern
7. Eigene Person
8. Sexualität
9. Freunde, Bekannte, Verwandte
10. Wohnung
11. Gesamtwert Lebenszufriedenheit

Da relativ viele Personen aufgrund ihrer Lebenssituation die Skalen Arbeit und Beruf, Ehe und Partnerschaft sowie Beziehung zu den eigenen Kindern unbeantwortet lassen, wird der Gesamtwert nur über die verbleibenden sieben Skalen berechnet. Die Items sind auf Skalenstufen von (1) sehr zufrieden bis (7) sehr unzufrieden zu beantworten. 
Die Skalenwerte des FLZ repräsentieren Selbstbeurteilungen von Personen, die hier eine subjektive Bilanzierung verschiedener Erfahrungen und Bewertungen geben. Die zehn Bereiche wurden systematisch festgelegt und anschließend durch die Faktorenanalysen der Daten einer bevölkerungsrepräsentativen Erhebung, d. h. in den Selbstbeurteilungen der Durchschnittsbevölkerung vorhanden. gerechtfertigt. Ausgeklammert wurden Bereiche sozialer Einstellungen sowie die Zufriedenheit mit Politik, Gesellschaft, Institutionen, Parteien, Kirchen usw. 
In der Handanweisung sind zahlreiche Beziehungen zwischen FLZ-Skalen und soziodemographischen Merkmalen u. a. zum Lebensalter, zur Einkommensgruppe, zum Status als Arbeitsloser, aber auch zur Parteipräferenz und zur Konfession dargestellt. Weiterhin gibt es Korrelationen mit körperlichen Beschwerden, Anzahl von Krankenhaus- und Kuraufenthalten, Arztbesuchen, Einnahme von Medikamenten, Berentung. Eine aktive Gestaltung der Freizeit (Hobby, Veranstaltungen, Vereine, körperliche Aktivitäten) korreliert mit Lebenszufriedenheit. Mangelnde Kontrolle des Essverhaltens, Alkohol-, Tabak- und Drogenkonsum sind mit größerer Unzufriedenheit verknüpft. Die Zufriedenheit verändert sich in den Lebensbereichen mit zunehmendem Alter unterschiedlich. Ältere sind im Vergleich zu den Jüngeren mit den Finanzen zufriedener, mit der Gesundheit unzufriedener. Zur Zeit der Erhebung gab es deutliche Unterschiede der Zufriedenheit zwischen Ost- und Westdeutschen.